# Jordán labdarúgó-válogatott
A jordán labdarúgó-válogatott Jordánia nemzeti csapata, amelyet a jordán labdarúgó-szövetség (Arabul: الاتحاد الأردني لكرة القدم, magyaros átírásban: Ittihád al-Urduni li-Kurat al-Kadam) irányít.

## Nemzetközi eredmények

### Világbajnoki szereplés
- 1930-1982: Nem indult
- 1986-2018: Nem jutott be.

### Ázsia-kupa-szereplés
- 1956-1968: Nem indult
- 1972: Nem jutott be
- 1976: Nem indult
- 1980: Nem indult
- 1984: Nem jutott be
- 1988: Nem jutott be
- 1992: Nem indult
- 1996: Nem jutott be
- 2000: Nem jutott be
- 2004: Negyeddöntő
- 2007: Nem jutott be
- 2011: Negyeddöntő
- 2015: Csoportkör